# La Unión (departement)
La Unión is een departement van El Salvador, gelegen in het oosten van het land. De hoofdstad is de gelijknamige stad aan de Grote Oceaan.
Het departement La Unión omvat 2074 km² en heeft 265.567 inwoners (2016). La Unión werd op 22 juni 1865 gesticht.

## Gemeenten
Het departement bestaat uit achttien gemeenten:
1. Anamorós
2. Bolívar
3. Concepción de Oriente
4. Conchagua
5. El Carmen
6. El Sauce
7. Intipucá
8. La Unión
9. Lislique
10. Meanguera del Golfo
11. Nueva Esparta
12. Pasaquina
13. Polorós
14. San Alejo
15. San José
16. Santa Rosa de Lima
17. Yayantique
18. Yucuaiquín

Ahuachapán · Cabañas · Chalatenango · Cuscatlán · La Libertad · La Paz · La Unión · Morazán · San Miguel · San Salvador · San Vicente · Santa Ana · Sonsonate · Usulután